# Herminia maculifera
Herminia maculifera là một loài bướm đêm trong họ Noctuidae.